# 坎特爾 (克薩爾特南戈省)

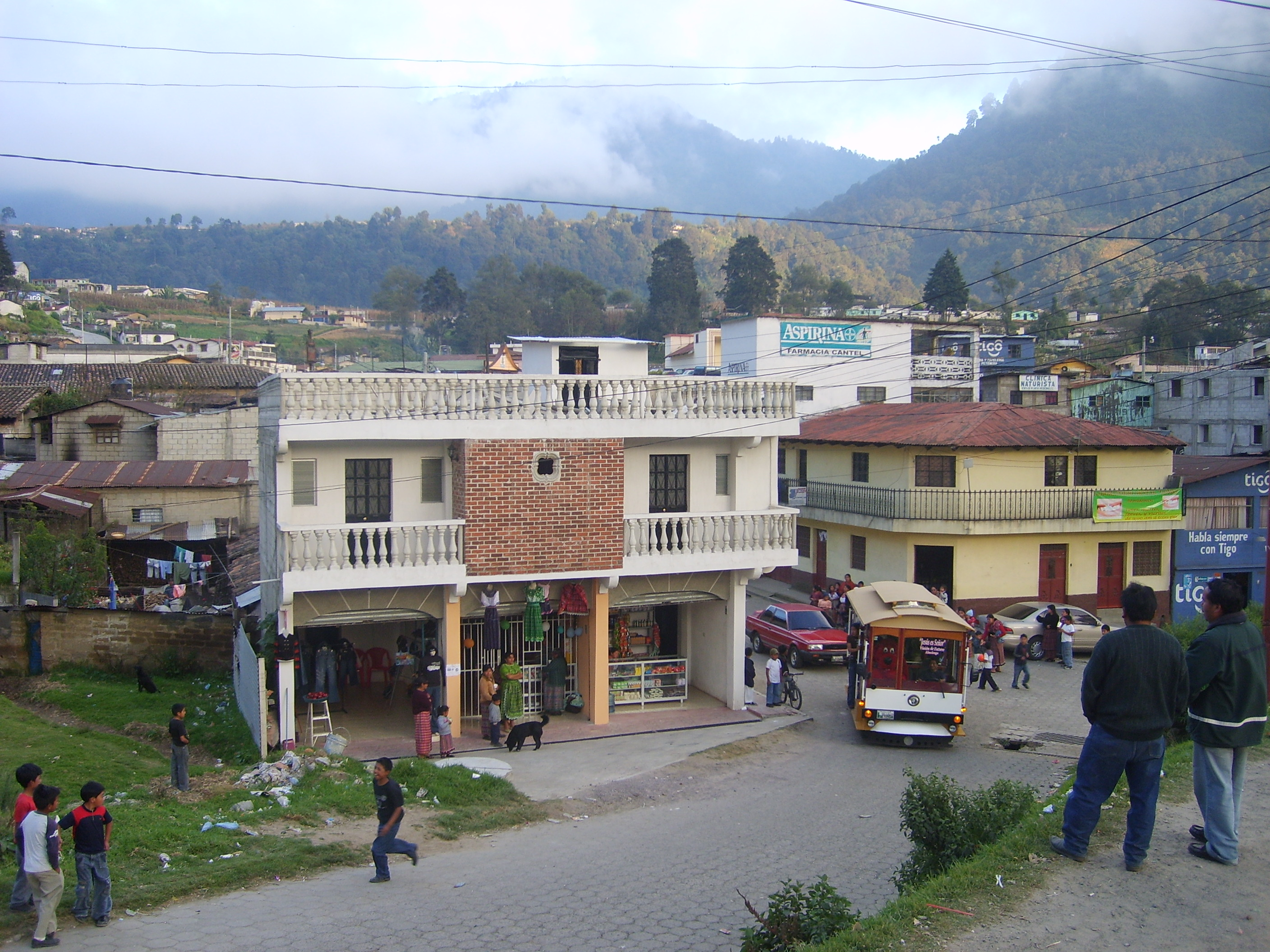

坎特爾是危地馬拉的城鎮，由克薩爾特南戈省負責管轄，位於該國西南部，始建於1580年左右，面積28平方公里，海拔高度2,317米，2002年人口30,888。

## 外部連結
- Website of Cantel（页面存档备份，存于）

14°48′40.40″N 91°27′19.84″W / 14.8112222°N 91.4555111°W